# (36961) 2000 SL280
2000 SL280 (asteroide 36961) é um asteroide da cintura principal. Possui uma excentricidade de 0.16666220 e uma inclinação de 2.72762º.
Este asteroide foi descoberto no dia 30 de setembro de 2000 por LINEAR em Socorro.